# Betsy Chasse
Betsy Chasse és una productora de cinema, directora de cinema i guionista estatunidenca.
El seu naixement va ser filmat per un canal de notícies com a documental sobre el naixement natural. La seva carrera va continuar durant els següents 18 anys com a actriu en unes 120 produccions, des d'anuncis fins a sèries de televisió i llargmetratges. Tanmateix, Betsy finalment va decidir treballar darrere de la càmera com a productora.
Va començar la seva carrera de productora com a assistent en una pel·lícula d'acció de baix pressupost. Després va treballar com a coordinadora de producció i posteriorment cap de producció. Va treballar com a freelance en més de 30 pel·lícules. El 1996 va fundar la seva productora "Rampant Feline Films" i va produir vídeos musicals i de televisió. De 1997 a maig de 1999, va ser vicepresidenta sènior de Prosperity Pictures, una productora de cinema independent.

## Filmografia (selecció)
- 1982: Goldie and Kids: Listen to Us (TV), actriu
- 1987: My Demon Lover, actriu
- 1997: Against the Law
- 1998: Nowhere Land, productora
- 1998: La Cucaracha, productora
- 1999: Spanish Judges – Blutiges Geschäft, Productora
- 2000: Labor Pains, Productora
- 2000: Just One Night, Co-Producttora
- 2001: Chasing Destiny (TV), Productora
- 2001: American Roadtrip (Extreme Days), Productora
- 2004: I tu, què saps?, guionista, director, productor
- 2006: What the Bleep!?: Down the Rabbit Hole, director, productor